# Bundesautobahn 99
La Bundesautobahn 99, abbreviata anche in A 99, è una autostrada tedesca, lunga 53 km, che funge da tangenziale di Monaco di Baviera, collegando tra loro la maggior parte delle autostrade che hanno origine nella città bavarese. Ha anche un ramo autonomo, detto ramo "Eschenrieder Spange", che la collega all'autostrada A 8 provenendo da est senza passare per il quadrivio Munchen West.

## Storia
Un anello che passasse intorno alla città di Monaco era già stato pensato prima del 1930, ma prima dello scoppio della Seconda guerra mondiale, nonostante i lavori fossero già cominciati su varie tratte, nessuna sezione era ancora aperta al traffico.
La tratta che collega l'Autostrada A8, provenendo da Salisburgo, con l'Autostrada A 9 venne costruita a metà degli anni '70. Il tratto che collega quest'ultima all'autostrada A 8 direzione Stoccarda (con proseguimento verso l'autostrada A 96) venne aperto nel 1996. Sino ad allora chi, provenendo da est della città bavarese voleva proseguire verso Stoccarda doveva uscire dall'autostrada.

## L'autostrada oggi
L'autostrada allo stato attuale è a due corsie per carreggiata dall'intersezione con l'A 96 fino all'intersezione con l'A 8. Fino all'intersezione di Monaco Nord (A 9) è invece a tre corsie per carreggiata. Nel tratto più trafficato, ovvero tra l'intersezione di Monaco Nord e l'intersezione di Monaco Sud (A 8), l'autostrada ha quattro corsie per carreggiata, dove la quarta corsia è dinamica. Infatti la corsia di emergenza nei momenti di maggior traffico, viene aperta alla circolazione, segnalando ciò all'utenza tramite dei pannelli a messaggio variabile.

## Progetti futuri
Si sta valutando, dal 2006 la chiusura dell'anello attorno a Monaco, ma, al 2009, non era ancora stata presa una decisione su quale tra i vari progetti approvare. Dovendo costruire su zone densamente abitate, il tracciato risulterebbe alquanto costoso e dunque non si sa ancora, alla data odierna, se l'autostrada verrà completata.
Ben più attuabile è l'allargamento a quattro corsie più emergenza tra l'intersezione Monaco Nord e l'intersezione Monaco Sud, nei tratti dove ora è in vigore la quarta corsia dinamica.

## Percorso

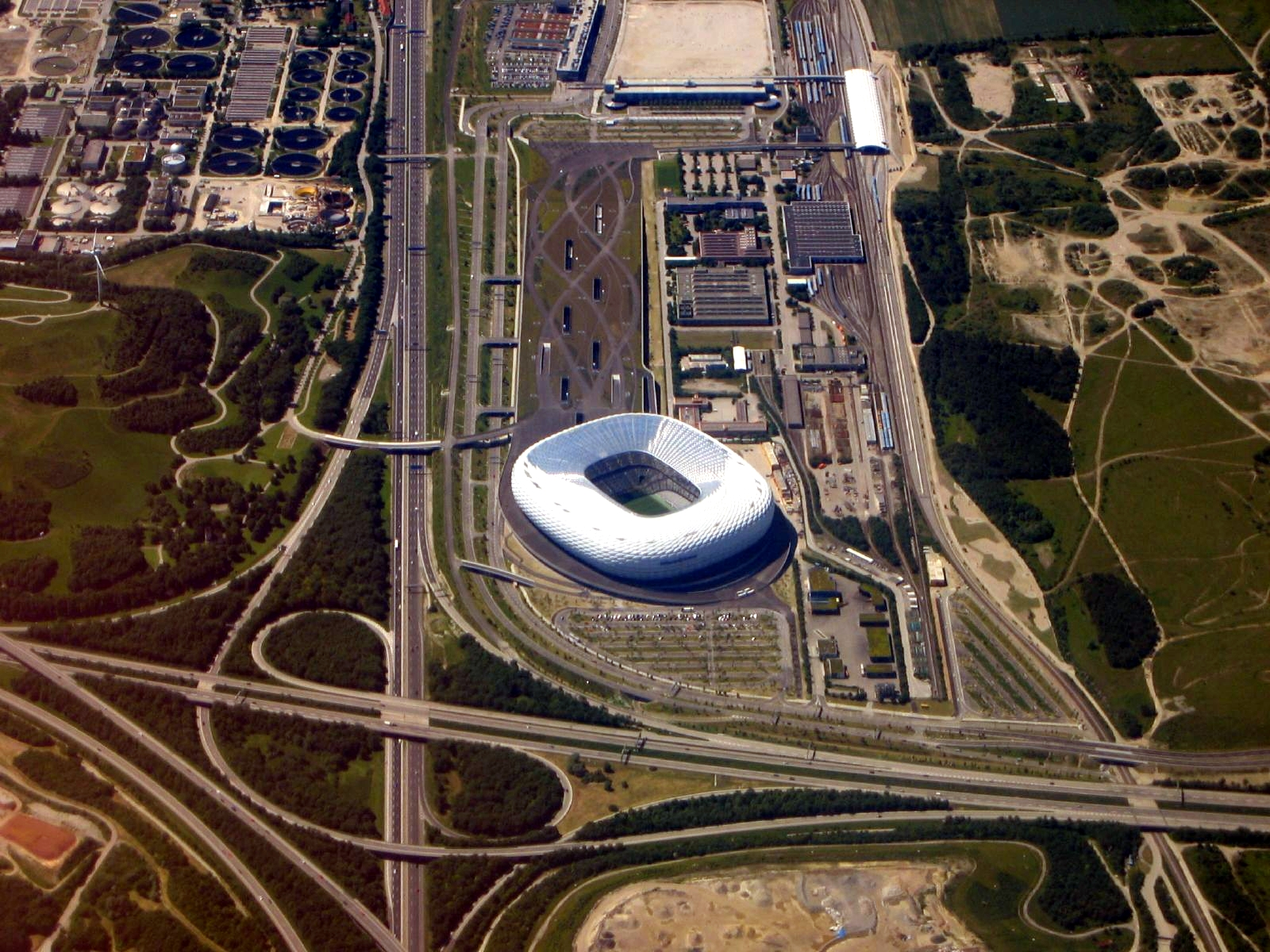
Intersezione della BAB 99 con la A 9 e al centro la Allianz Arena

| BAB 99                      |           |                                 |       |                |                |
| Tipo                        | n° uscita | Indicazione                     | km    | Corrispondenze | Strada europea |
|                             | 4         | Trivio di München Südwest       | 0,0   |                |                |
|                             | 5         | München Freiham Mitte           | 1,0   |                |                |
|                             | 6         | Germering Nord                  | 1,9   |                |                |
|                             | 7         | München Lochhausen              | 5,8   |                |                |
|                             | 8         | Quadrivio di München West       | 6,7   |                |                |
|                             | 9         | Trivio di München Allach        | 9,5   |                |                |
|                             | 10        | München Ludwigsfeld             | 12,9  |                |                |
|                             | 11        | Trivio di München Feldmoching   | 17,6  |                |                |
|                             | 12a       | München Neuherberg              | 20,9  |                |                |
|                             | 12b       | München Fröttmaning Nord        | 23,3  |                |                |
|                             | 13        | Quadrivio di München Nord       | 24,3  |                |                |
|                             | 14        | Aschheim - Ismaning             | 30,8  |                |                |
|                             | 15        | Kirchheim                       | 34,4  |                |                |
|                             | 17        | Quadrivio di München Ost        | 37,7  |                |                |
|                             |           | Area di Servizio "Vaterstetten" | 39,8  |                |                |
|                             | 18        | Haar                            | 42,3  |                |                |
|                             | 19        | Hohenbrunn                      | 47,7  |                |                |
|                             | 20        | Ottobrunn                       | 51,3  |                |                |
|                             | 21        | Quadrivio di München Süd        | 53,5  |                |                |
|                             |           |                                 |       |                |                |
| BAB 99a ESCHENRIEDER SPANGE |           |                                 |       |                |                |
| Tipo                        | n° uscita | Indicazione                     | km    | Corrispondenze | Strada europea |
|                             |           | Trivio München Eschenried       | 100,0 |                |                |
|                             |           | Trivio di München Allach        | 104,2 |                |                |